# 1109 Tata
1109 Tata è un asteroide della fascia principale del diametro medio di circa 66,53 km. Scoperto nel 1929, presenta un'orbita caratterizzata da un semiasse maggiore pari a 3,2209958 UA e da un'eccentricità di 0,1041075, inclinata di 4,13529° rispetto all'eclittica.
L'origine del suo nome è sconosciuta.